# 飛行儀表

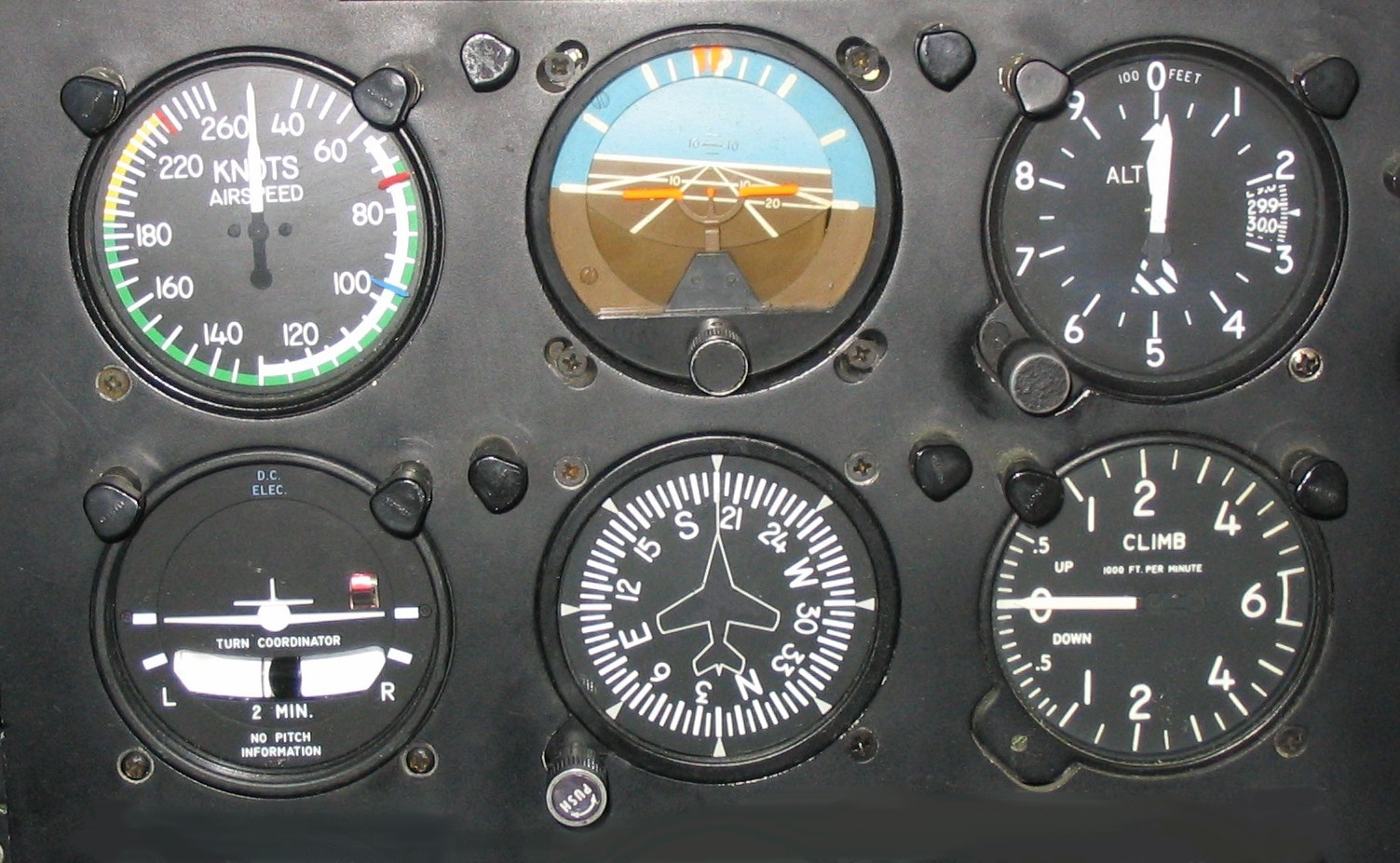
六種基本儀表飛行時所用的儀表，由左至右，由上至下，分別為空速表、姿態儀、高度表、轉彎協調表、航向指示表和垂直速率表

飛行員在飛行時，特別是無外界視覺參考的儀表飛行時，必須參考飛行儀表的數據，才能順暢地飛行。

## 依原理的分類
飛機的飛行儀表依原理，可分為動靜壓儀表及陀螺儀表：

### 動靜壓儀表
高度表 ：高度表（Altimeter）連接飛機靜壓管來測量大氣壓力，提供飛機高度的資訊(以公尺及英呎為單位)。高度資訊通常是顯示海平面上高度。飛行員在飛行時，每飛過一地，要調整高度表的設定，為當地的氣壓表撥定值，高度表才能顯示正確的高度。
 空速表：空速表（Airspeed Indicator）連接至飛機的動壓管及靜壓管，測量衝壓空氣的壓力，轉換為飛機的指示空速（Indicated Airspeed），單位通常為節。
 垂直速率表：垂直速率表（Vertical speed indicator）連接至靜壓管，測量機外大氣壓力變化的速率，而在垂直速率表上，顯示飛機爬升及下降的速率，單位通常為「英呎/每分鐘」(fts/min)。

### 陀螺儀表
姿態儀（或稱人工地平線）：姿態儀（Attitude Indicator）顯示飛機相對於地平線的姿態，看姿態儀，飛行員能判斷飛機姿態為偏左偏右，及偏上和偏下。姿態儀作用原理為一高度旋轉的陀螺，不論飛機的姿態如何變化，此陀螺的定軸性在空間保持相同，因而能顯示出飛機的俯仰及偏左偏右的姿態。姿態儀是儀表飛行時的重要儀表，在能見度差的飛行天氣中，失去或不相信姿態儀，飛行員極易進入空間迷失。
 航向指示表 ：航向指示表 (Heading Indicator)的原理為一高度旋轉的陀螺，不論飛機的航向變動，此陀螺的定軸性都保持一樣，因能顯示出飛機機頭的磁方位。由於陀螺的逆動性，航向指示表的指示會逐漸產生誤差，因此飛行員必須時時依磁羅盤的指示，來校正航向指示表。
 轉彎協調表：轉彎協調表 (Turn Coordinator)也是陀螺儀表，指示轉彎的方向及飛機轉彎的速率。轉彎協調表亦可顯示飛機的轉彎是否為協調轉彎（Coordinated Turn），轉彎協調表可作為姿態儀的輔助儀表，在儀表飛行時，轉彎協調表可指示應有的轉彎速率（度/秒）。

## 飛行儀表的佈置
為了飛機的通用性，及方便飛行員飛行不同飛機，大多數飛機是以標準的佈置，來裝置以上所述的六項儀表。在較為現代的航機中，使用數位化座艙（Glass Cockpit），將以上的儀表所提供的資訊，整合於一具或兩具的液晶顯示器顯示。

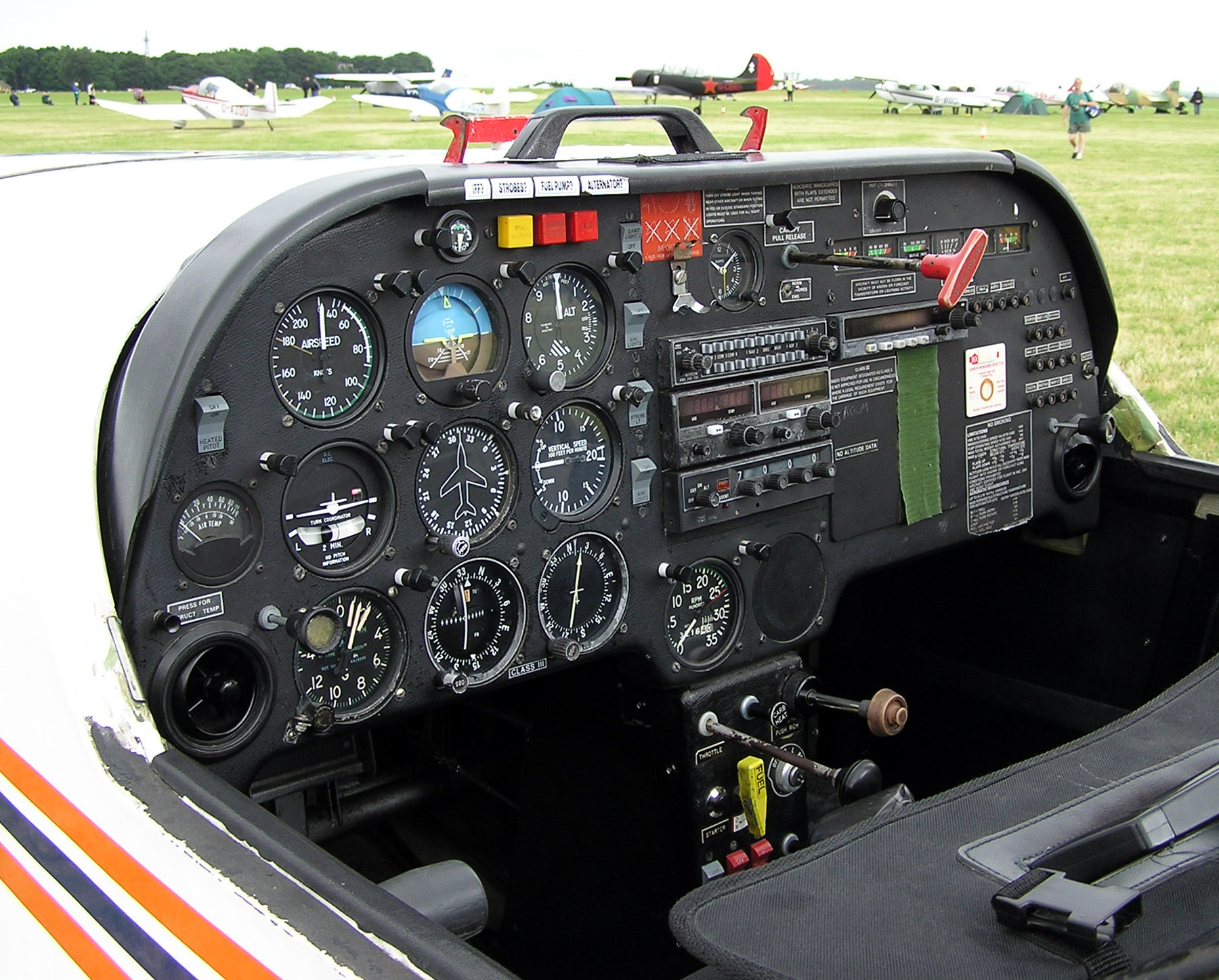
雙座輕型飛機的飛行儀表，飛行儀表通常位於飛機儀表左側，也是主飛者的位置

## 外部連結
- Instrument Flying Handbook (FAA-H-8083-15A) 2009